# Martin Hutter
Martin Hutter (ur. 7 kwietnia 1970 r., bardziej znany pod pseudonimem Michael Kovac) jest austriackim zawodowym wrestlerem występującym niegdyś w polskich federacjach Do or Die Wrestling i Total Blast Wrestling, obecnie zaś w Kombat Pro Wrestling i w kilku innych zagranicznych federacjach wrestlingu zawodowego.
Swoją karierę zaczynał w austriackim WWA, przez niecały rok występował w Extreme Championship Wrestling, jeszcze przed wchłonięciem tego związku przez World Wrestling Entertainment. Walczył również w wielu federacjach europejskich i azjatyckich, zdobył w nich 13 pasów mistrzowskich.
Jest zawodnikiem technicznym.

## Główne akcje i chwyty
- KovaCator
- KovaCusher
- Top Rope Powerslam
- Top Rope Splash[1].

## Tytuły i osiągnięcia
- CWA:
  - Mistrz Juniorów (3)

- IWW:
  - Mistrz Juniorów

- GWF:
  - Mistrz GWF

- ACW:
  - Germany Championship

- GWA:
  - Heavyweight Championship

- FCW:
  - Tag-Team Championship

- GSW:
  - Heavyweight Championship
  - Tag-Team Championship

- EWA:
  - Intercontinental Championship

- RWA:
  - Heavyweight Championship

- EPW:
  - Tag-Team Championship

- EWF:
  - Heavyweight Championship

- EXS:
  - Tag-Team Championship